# Rhynchospora hieronymi
Rhynchospora hieronymi är en halvgräsart som beskrevs av Johann Otto Boeckeler. Rhynchospora hieronymi ingår i släktet småag, och familjen halvgräs.

## Underarter
Arten delas in i följande underarter:
- R. h. floribunda
- R. h. hieronymi
- R. h. montevidensis